# Georg Heinrich Mettenius
Georg Heinrich Mettenius (24 de noviembre de 1823 - 18 de agosto de 1866) fue un botánico y pteridólogo aborigen de Fráncfort del Meno. Era yerno del botánico Alexander Braun (1805-1877).

## Biografía
En 1845, recibe su doctorado en Medicina de la Universidad de Heidelberg. Luego de graduarse, estudia botánica y desarrolla investigaciones a campo sobre algas marinas en Helgoland y en Fiume. En 1848 retorna a Heidelberg como Privatdozent, y más tarde gana por oposición ser profesor asociado de botánica en Freiburg. En 1852, ya será profesor titular en la Universidad de Leipzig y director de su Jardín botánico. Fallece de cólera a los 42 años, el 18 de agosto de 1866.
Mettenius fue una reconocida autoridad en la pteridología.

## Algunas publicaciones
- Beiträge zur Kenntniss der Rhizocarpeen. 1846
- Filices horti botanici Lipsiensis. 1856
- Filices Lechlerianae Chilenses ac Peruanae cura. 1856-59
- Über einige Farngattungen. 1856–59

## Honores

### Eponimia
Género
- (Icacinaceae) Metteniusa H.Karst.[1]
- La abreviatura «Mett.» se emplea para indicar a Georg Heinrich Mettenius como autoridad en la descripción y clasificación científica de los vegetales.[2]